# Marathon (Iowa)
Marathon es una ciudad ubicada en el condado de Buena Vista en el estado estadounidense de Iowa. En el Censo de 2010 tenía una población de 237 habitantes y una densidad poblacional de 123,82 personas por km².

## Geografía
Marathon se encuentra ubicada en las coordenadas 42°51′37″N 94°58′58″O / 42.86028, -94.98278. Según la Oficina del Censo de los Estados Unidos, Marathon tiene una superficie total de 1.91 km², de la cual 1.91 km² corresponden a tierra firme y (0%) 0 km² es agua.

## Demografía
Según el censo de 2010, había 237 personas residiendo en Marathon. La densidad de población era de 123,82 hab./km². De los 237 habitantes, Marathon estaba compuesto por el 98.73% blancos, el 0% eran afroamericanos, el 0% eran amerindios, el 0% eran asiáticos, el 0% eran isleños del Pacífico, el 0.42% eran de otras razas y el 0.84% pertenecían a dos o más razas. Del total de la población el 2.53% eran hispanos o latinos de cualquier raza.